# Motore inferenziale
In informatica, un motore inferenziale è un algoritmo che simula le modalità con cui la mente umana trae delle conclusioni logiche attraverso il ragionamento. Fa parte dei software detti "sistemi esperti".
Analogamente al comportamento logico, il motore inferenziale può trarre delle conclusioni di tipo deduttivo (o forward chaining, quando da un principio di carattere generale ne estrae uno o più di carattere particolare) oppure di tipo induttivo (o backward chaining, quando accade il contrario).
Il meccanismo del motore inferenziale è basato su delle "regole" di soluzione del problema che vengono scelte ed attuate a seconda del problema in oggetto.
Un motore inferenziale è costituito dai seguenti elementi:
- interprete: decide la regola da applicare;
- schedulatore: decide l'ordine di esecuzione delle regole;
- memoria di lavoro: in essa viene memorizzato un elenco delle operazioni svolte e da svolgere;
- rafforzatore di consistenza: ha il compito di testare la veridicità delle ipotesi fatte.